# Castillo de San Felipe (Setúbal)
El Castillo de San Felipe, también conocido como Fortaleza de San Felipe, en portugués Castelo de São Filipe, es un castillo situado en posición dominante sobre un otero, vecino a la ciudad litoral de Setúbal, dominando la margen izquierda de la desembocadura del río Sado y el océano Atlántico, en Portugal.

## Historia
El solar de Setúbal muestra restos de ocupación humana prehistórica, y posteriormente por fenicios, cartagineses, romanos y musulmanes.

### Las murallas de la villa de Setúbal
Puerto atlántico privilegiado, la primera estructura defensiva de este importante burgo fue una muralla iniciada durante el reinado del rey Alfonso IV (1325-57) y concluida en el reinado siguiente, bajo Pedro I (1356-67), con la función de contener los asaltos de piratas y de corsarios oriundos, normalmente, del Norte de África.

### El castillo de San Felipe

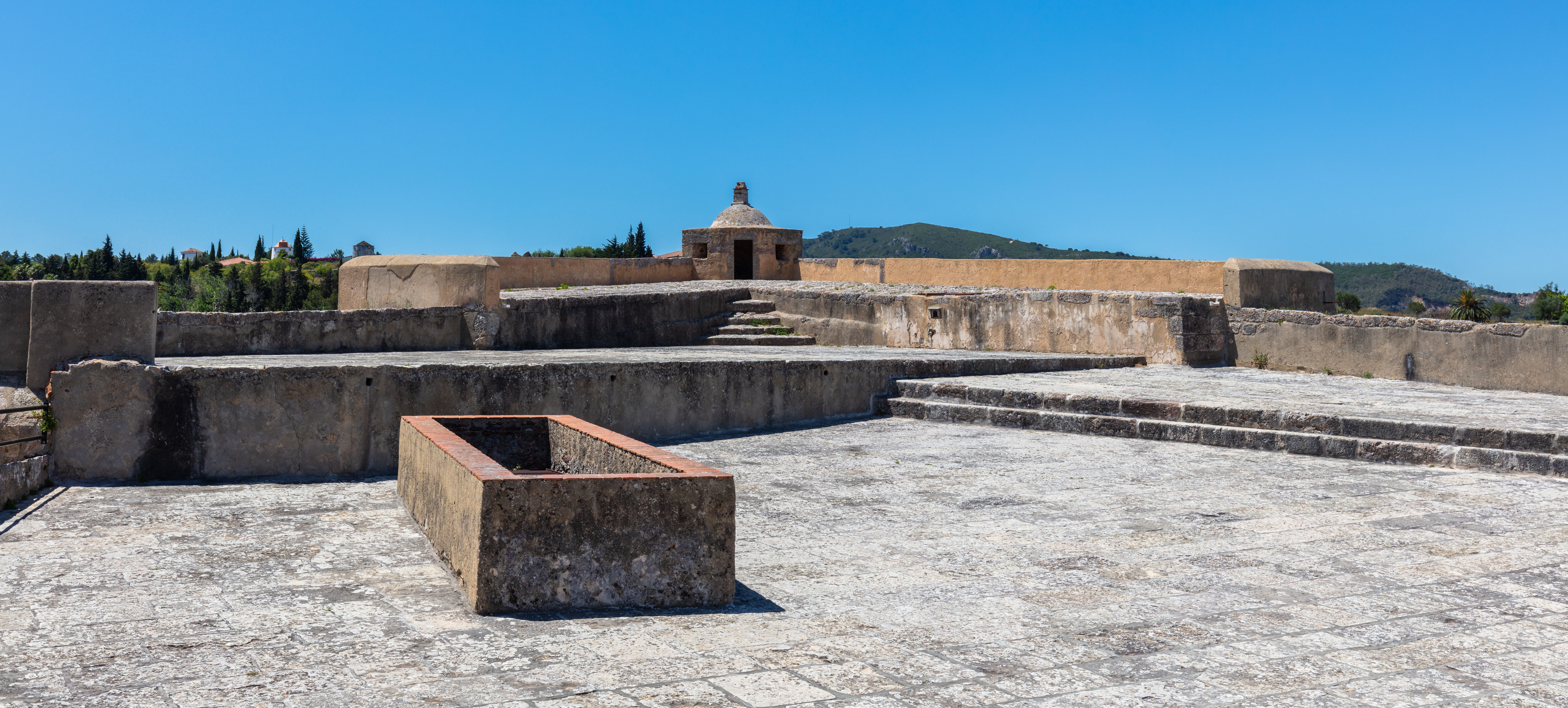
Interior

El proyecto de una fortificación moderna para defender este tramo del litoral portugués se remonta al siglo XIV, con la construcción del Fuerte de Santiago de Outão, destinado al control de la entrada del río y el acceso al burgo medieval. Con vistas a ampliar esa defensa, en el reinado de Juan III (1521-1557), Brás Dias recibió el cargo de administrador de las obras de la Plaza y Castillo de Setúbal (31 de julio de 1526). Las dificultades financieras, que llevaron incluso al abandono de las posesiones ultramarinas en el Norte de África (plazas fuertes de Azamor, Arcila, Alcazarseguir y Safí), habrían atrasado el desarrollo de esos trabajos.
La construcción fue retomada en la época de la dinastía Filipina. Su relevancia quedó clara con el hecho de que el propio soberano Felipe I (1580-1598) asistió en persona, en 1582, al colocamiento de la primera piedra de la nueva fortificación, con traza del arquitecto e ingeniero militar italiano Filippo Terzi (1520-1597). Terzi habría trabajado en las obras hasta mediados de 1594, cuando firmó una planta y un corte de la fortificación (8 de julio de 1594), remitida al Consejo Supremo de Guerra español. Con su fallecimiento, fue designado para las obras el ingeniero militar y arquitecto de Cremona, Leonardo Torriani, que las habría dado como concluidas en 1600.
En el contexto de la independencia de Portugal bajo el reinado de Juan IV (1640-1656), el Gobernador de las Armas de Setúbal, João de Saldanha, ejecutó la ampliación de esta defensa con la adición de una batería baja, entre 1649 y 1655. Se cree que esta nueva estructura debía cubrir la deficiencia de la artillería en la cobertura del acceso fluvial al puerto.
En el siglo XVIII, la capilla en su interior adquirió su revestimiento de azulejos, firmados por Policarpo de Oliveira Bernardes (1736). Durante el consulado pombalino (1750-1777) no habría quedado inmune al terremoto de 1755 y fue utilizada como Escuela de Artilleros.
A mediados del siglo XIX, un incendio destruyó la Casa de Mando, entonces residencia del Gobernador de las Armas de Setúbal.

### Lapousada
En el siglo XX, a partir de la década de 1940, pasó a ser objeto de intervenciones de conservación y se restauró a cargo de la Direcção-Geral dos Edifícios e Monumentos Nacionais (DGEMN). Data de 1964 el proyecto de adaptar la estructura a las funciones de la actual Pousada de São Filipe, afiliada a la red de Pousadas de Portugal. Sufrió daños de nuevo durante el terremoto de 1969, pero la restauración ya fue concluida el año siguiente.

## Características
La entonces moderna estructura proyectada por Terzi, en estilo manierista, incorporaba los avances impuestos por la artillería de la época. En sillares de piedra y ladrillo, revestida por cantería de piedra, presenta planta poligonal irregular estrellada (orgánica) con seis baluartes y garitas prismáticas cubiertas por cúpulas en los ángulos salientes, rodeada por un foso. Por el lado de tierra, la defensa está complementada por una segunda muralla (contraescarpa), exterior al foso.
Se accede al interior por un Portón de Armas hacia el oeste en las murallas, defendido por dos baluartes. Un atrio da acceso a un túnel de sillares de piedra, con una ancha y suave escalera con escalones de dos grupos. La escalera está cubierta por una bóveda, y el rellano entre las dos partes da acceso a las casamatas. Al final de la escalera, en el terraplén, se encuentran los edificios de servicio: la Casa de Mando (antigua residencia del Gobernador de Armas) y la Capilla, a la izquierda.
La pequeña Capilla de San Felipe, patrón del castillo, presenta planta rectangular, cubierta por una bóveda de cañón. En su portal exhibe un frontón ornado con volutas y una torre campanario, entre pilastras. Su interior está completamente revestido por azulejos en colores azul y blanco, donde destacan los paneles con escenas de la vida de San Felipe, firmados por Policarpo de Oliveira Bernardes (1736).
La batería baja, estructura datada del siglo XVII, se constituye en un baluarte con forma trapezoidal, que se extiende en dirección al mar.

## Galería de imágenes

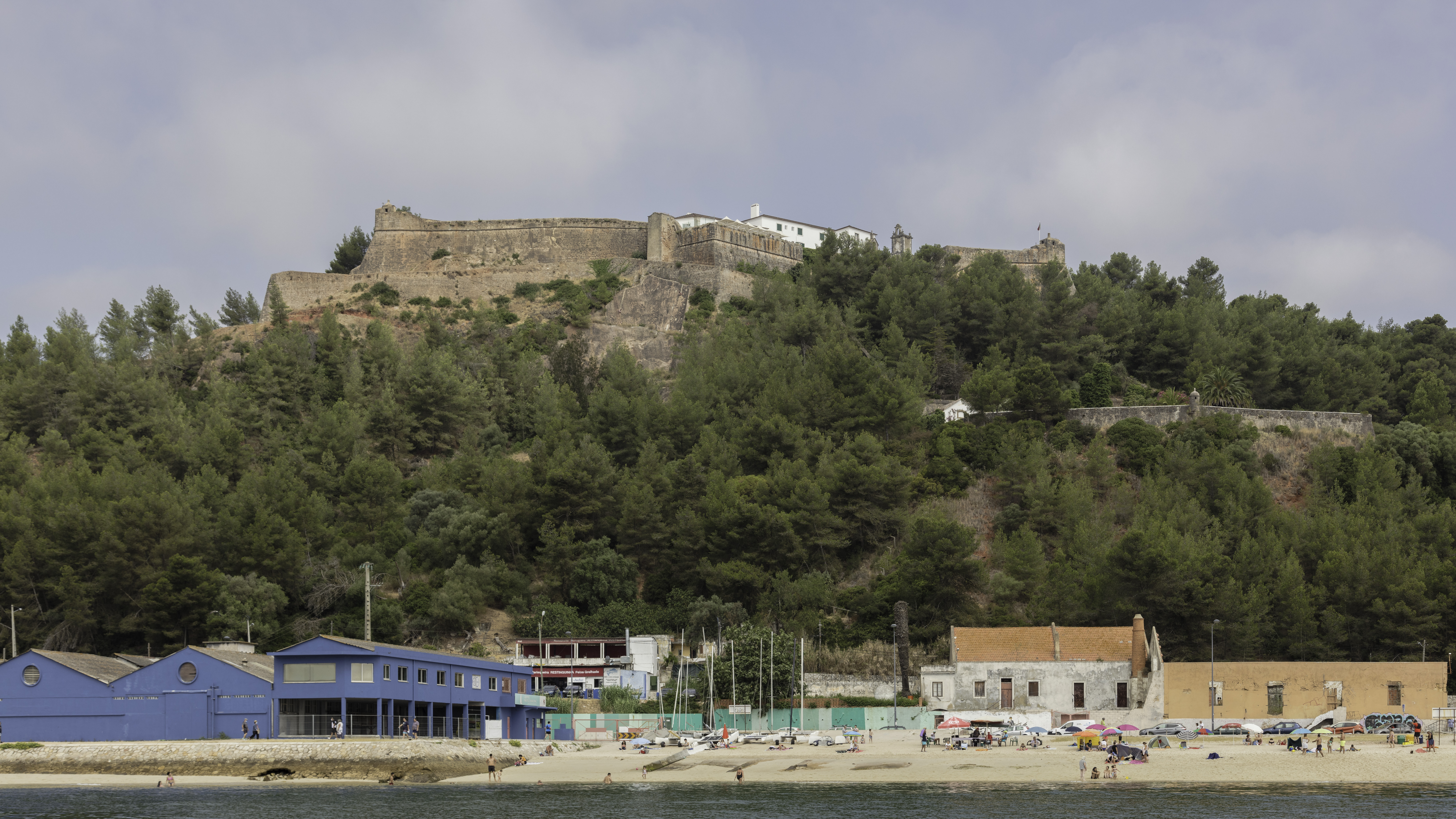
Vista desde Troia.
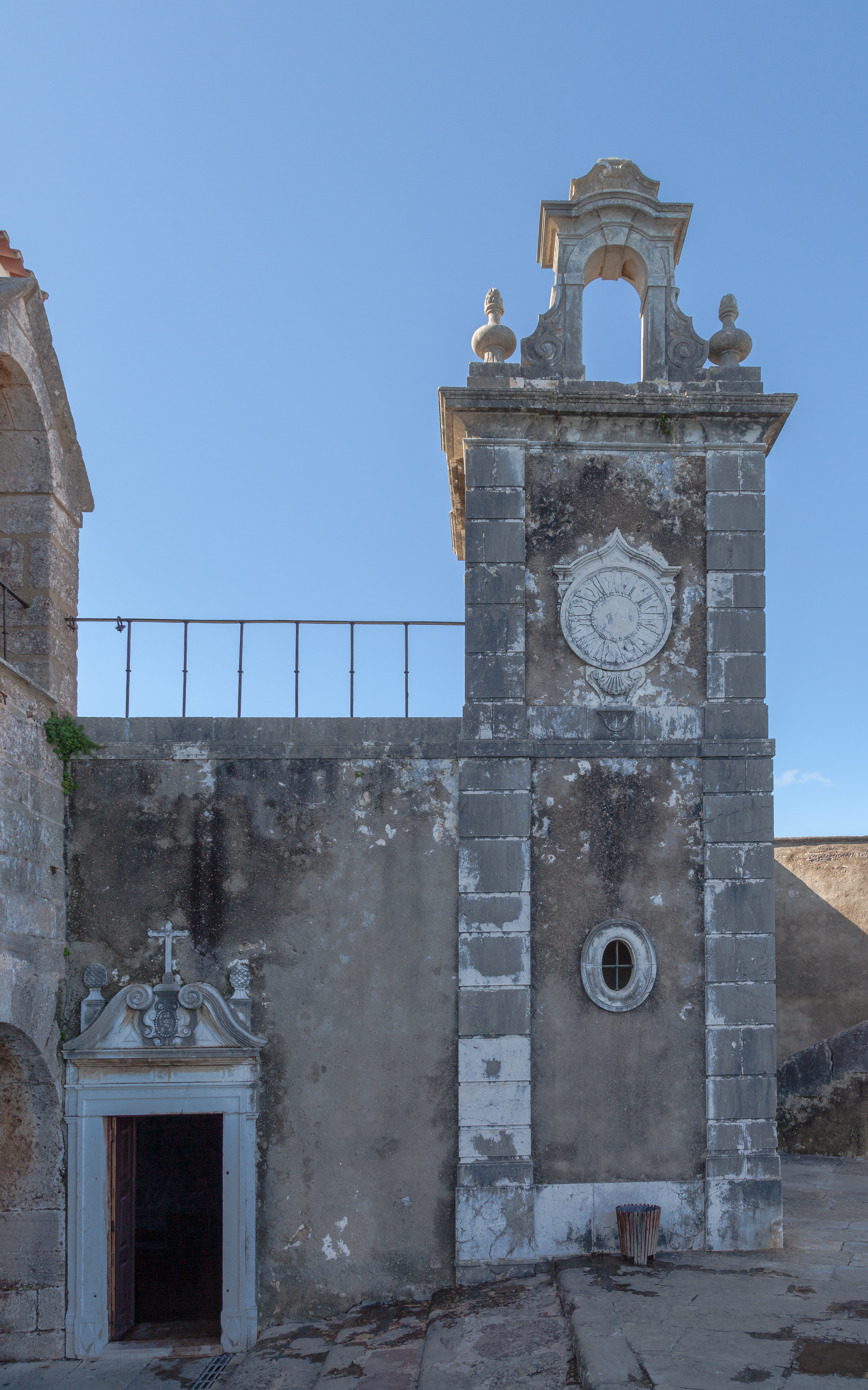
Entrada a la capilla.
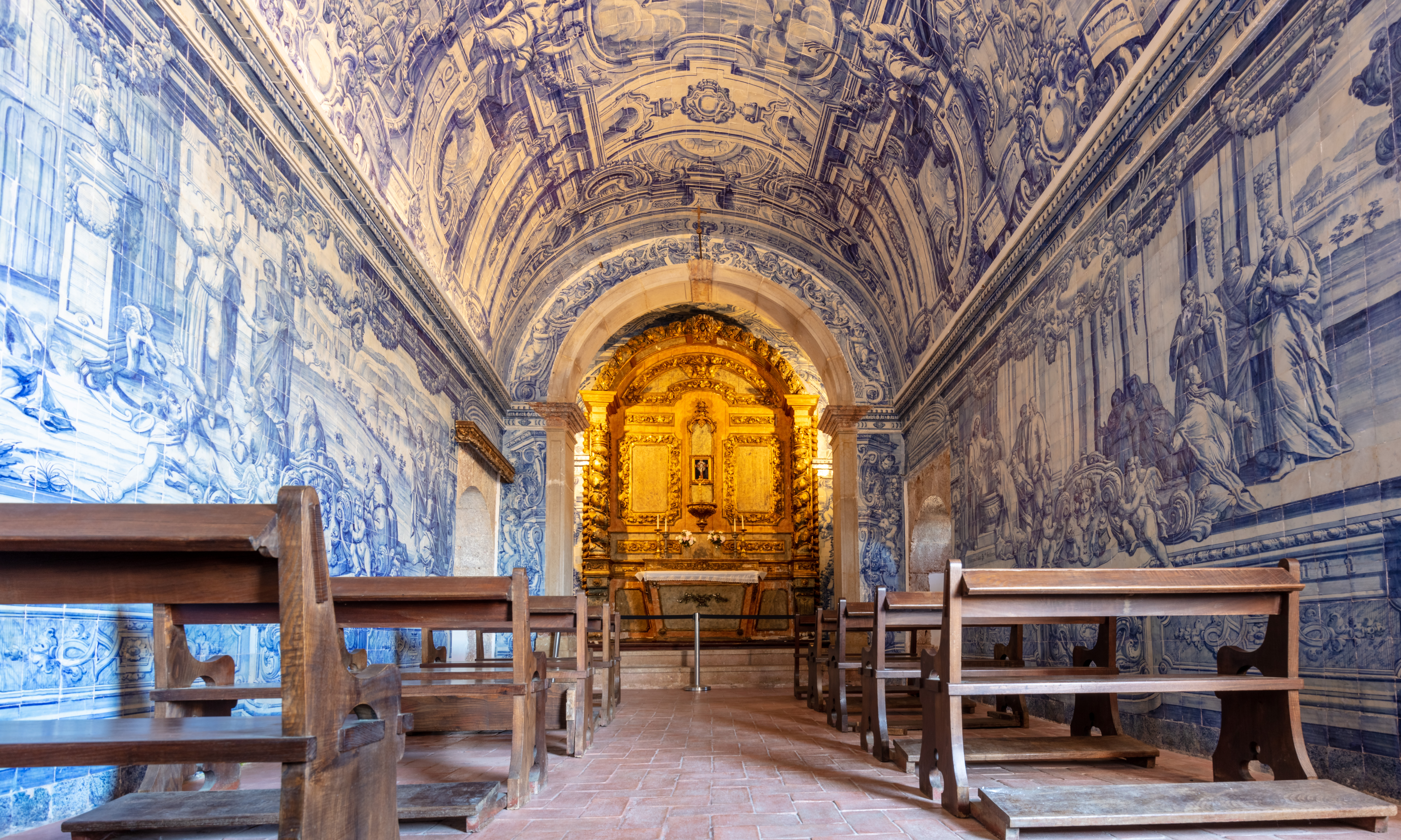
Interior de la capilla.
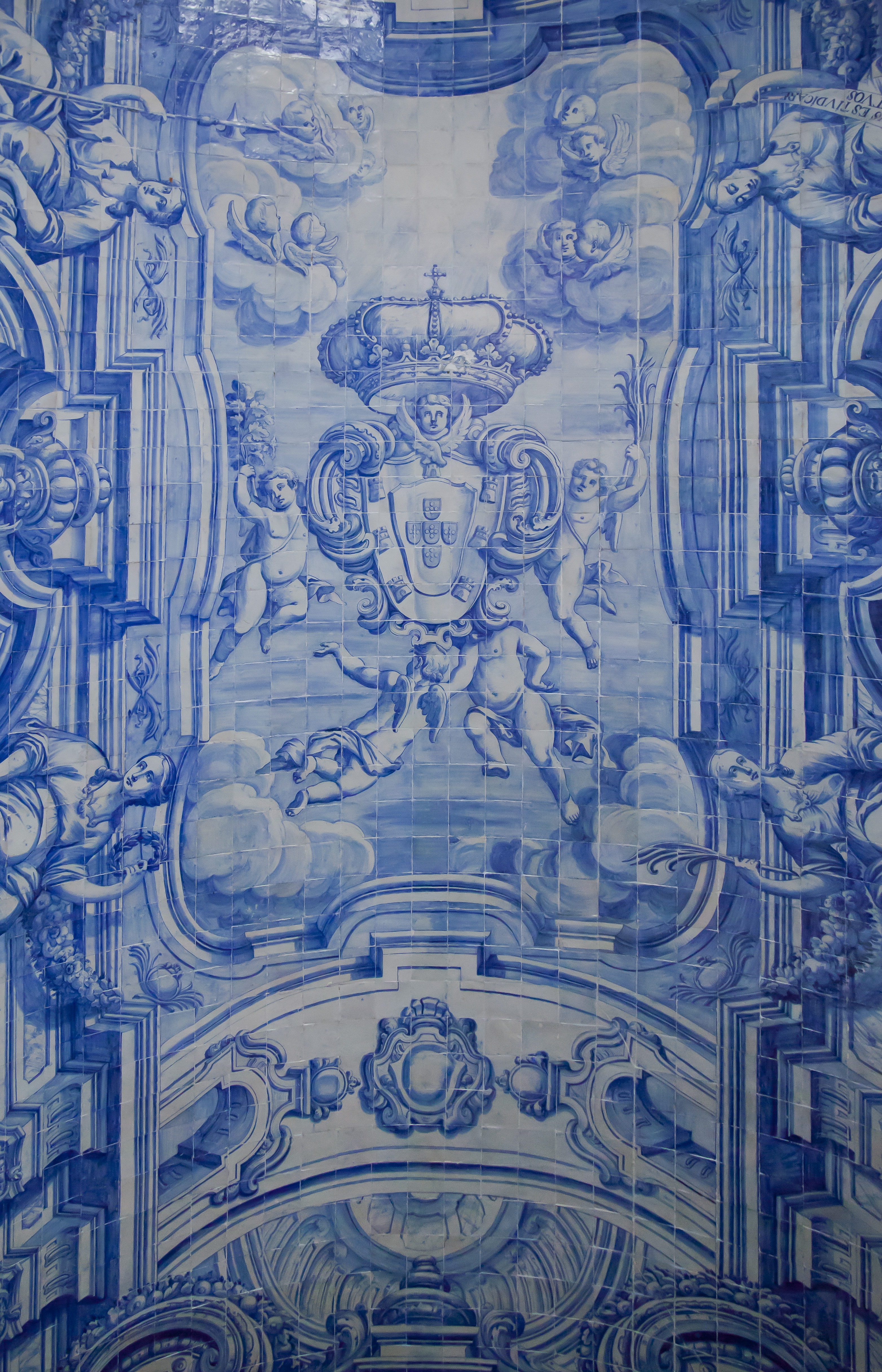
Techo de la capilla del castillo.
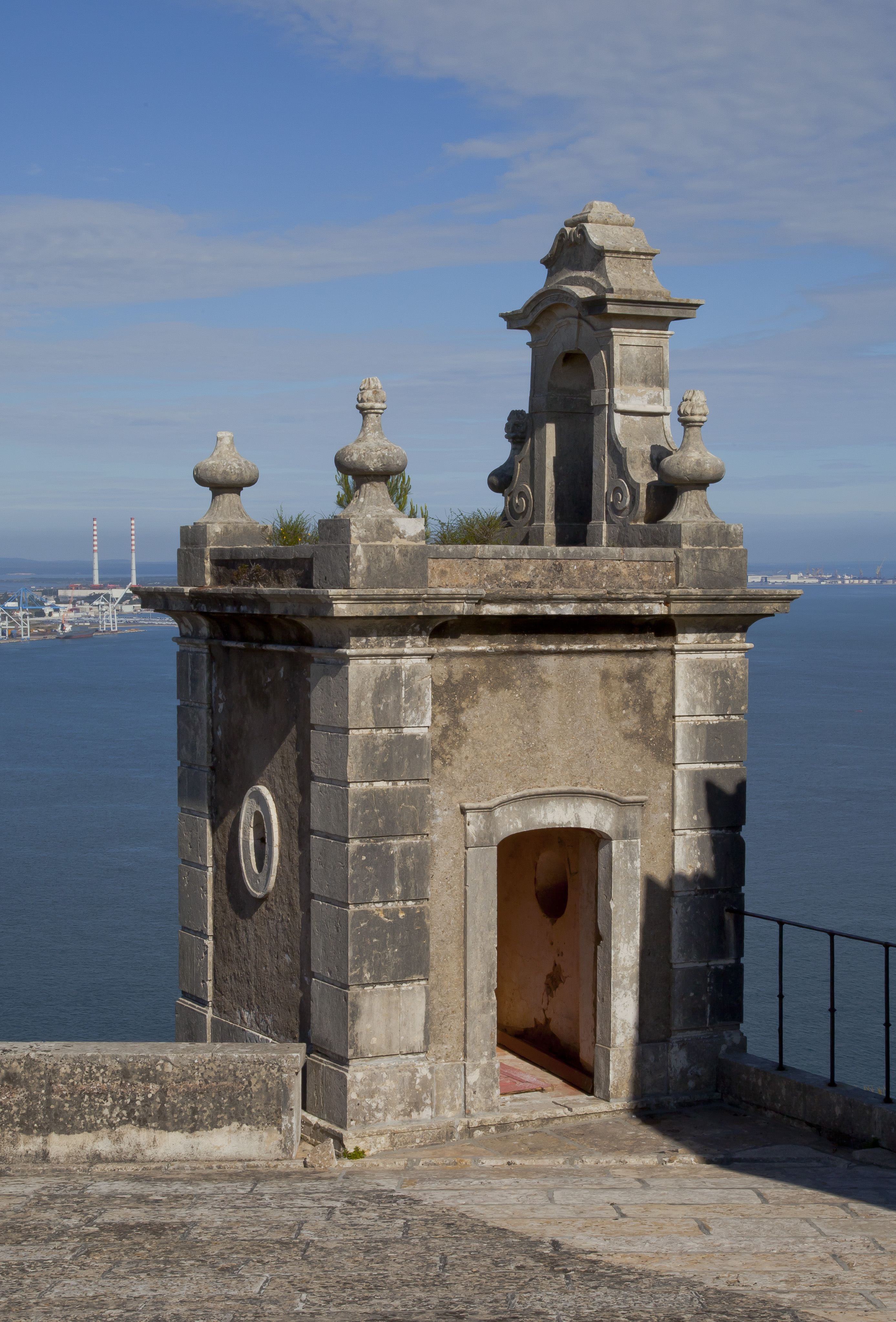
Torre en la parte superior.
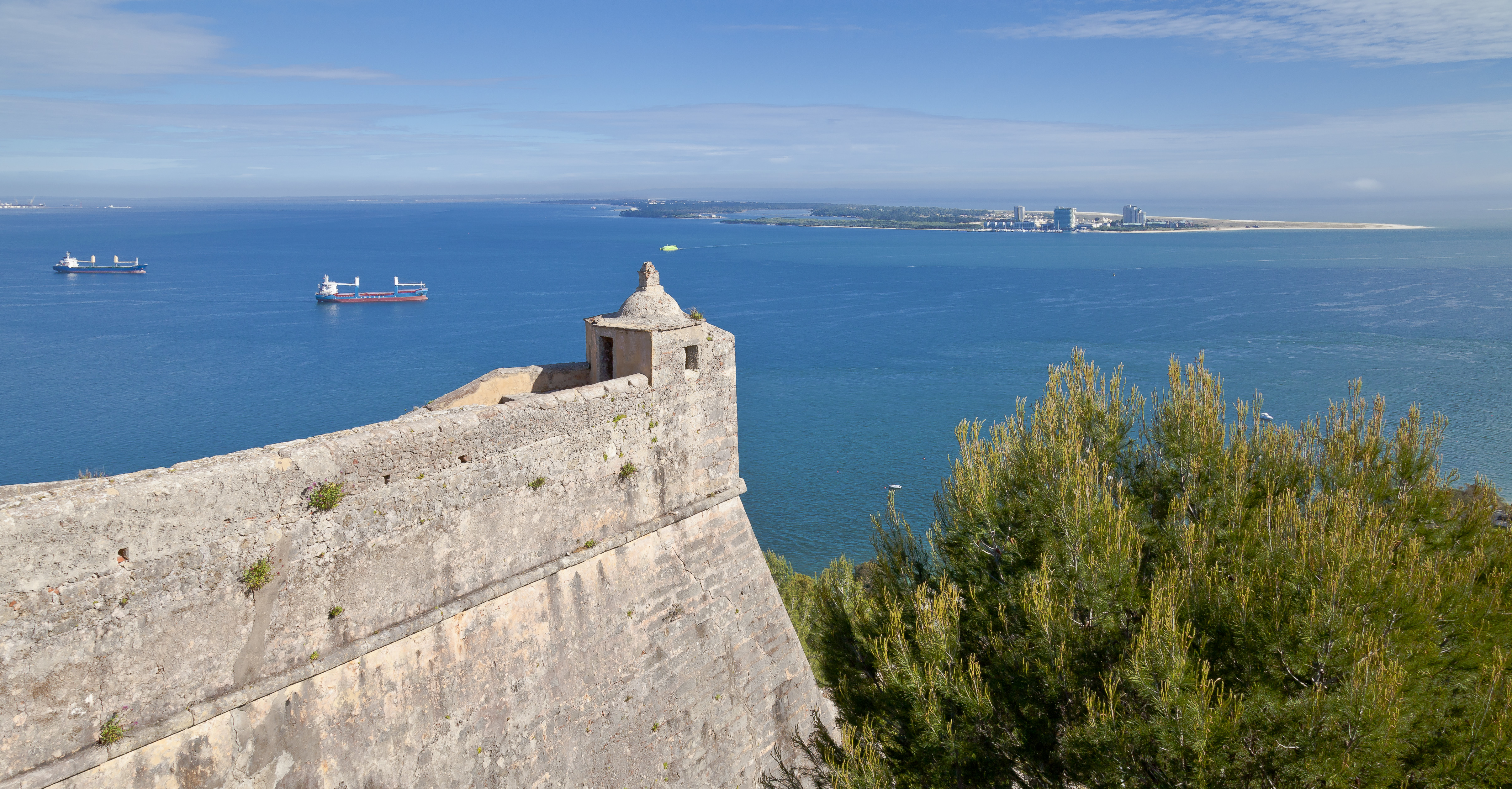
Vista de la muralla y de Tróia desde el castillo.
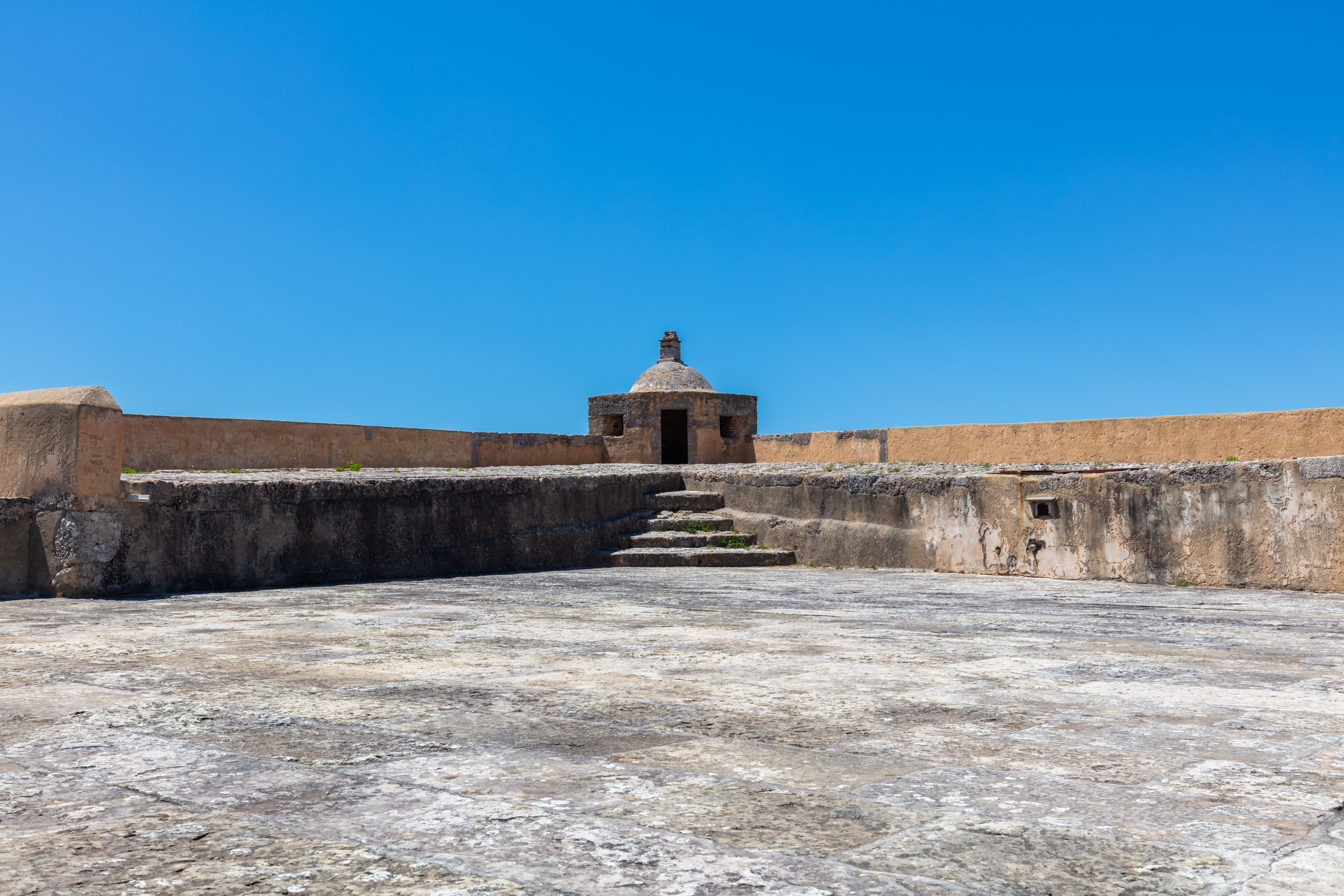
Vista del interior.
Vista de Setúbal desde el fuerte.